# DVD 플레이어 (윈도우)
DVD 플레이어(DVD Player)는 마이크로소프트 윈도우에서 DVD 비디오를 재생하기 위해 마이크로소프트가 개발한 앱이다. DVD 플레이어는 윈도우 98에 도입되었으며 윈도우 XP에서 제거되기 전 윈도우 ME 및 윈도우 2000에 포함되었으며 윈도우 미디어 플레이어의 "CD/DVD 재생 기능"을 선호했다. 윈도우 XP 이후에는 DVD 재생이 윈도우 미디어 플레이어 및 윈도우 미디어 센터와 같은 다른 앱에 내장되었다. 윈도우 10에서 미디어 센터가 중단되고 윈도우 8에서 DVD 코덱이 제거된 후 DVD 플레이어는 마이크로소프트 스토어에서 사용할 수 있는 앱으로 윈도우 10에 다시 도입되었다.